# Roskilde Domsogn
Roskilde Domsogn er et sogn i Roskilde Domprovsti (Roskilde Stift).
Roskilde Domsogn lå i Roskilde Købstad. Den hørte geografisk til Sømme Herred i Roskilde Amt og blev ved kommunalreformen i 1970 kernen i Roskilde Kommune.
I Roskilde Domsogn ligger Roskilde Domkirke og Gammel Vor Frue Kirke. I sognet findes også ruinen af den nedlagte Sankt Laurentii Kirke.
Jakobskirken blev opført i 1972-74 i Roskilde Søndre Sogn, som i 1965 blev udskilt fra Roskilde Domsogn.
I sognet findes følgende autoriserede stednavne:
- Haraldsborg (bebyggelse)
- Hedegårdene (bebyggelse, ejerlav)
- Ladegårdshuse (bebyggelse)
- Lidtgodthuse (bebyggelse)
- Sankt Agnes Huse (bebyggelse)
- Trekroner (bebyggelse)